# Waking Up in Vegas
Waking Up In Vegas is een nummer van de Amerikaanse popzangeres Katy Perry. Het nummer is als vierde wereldwijde en in totaal vijfde single uitgebracht ter promotie van Perry's debuutalbum One of the Boys.

## Achtergrondinformatie
Het nummer is geschreven door Katy Perry, Desmond Child, Andreas Carlsson en geproduceerd door Greg Wells (Mika, OneRepublic, Deftones) en Perry zelf. Wells heeft alle instrumenten in het nummer zelf ingespeeld. Waking Up in Vegas is 21 april 2009 in de Verenigde Staten uitgebracht en krijgt daar goede radioairplay.
In het Verenigd Koninkrijk koos Perry ervoor dit nummer te spelen in shows terwijl Thinking of You indertijd de huidige single was. Dit is een mogelijke reden dat Thinking of You slecht scoorde in dat land.

## Videoclip
De videoclip is in première gegaan op dinsdag 28 april 2009 en is geregisseerd door Joseph Kahn. De clip speelt zich, het thema van het nummer volgend, af in Las Vegas. Drie verschillende meisjes gokken, hebben plezier en ontdekken veel nieuwe dingen in de stad.

## Receptie

### Kritisch
Het Amerikaanse tijdschrift Billboard gaf het nummer een positieve recensie en vond dat dit, haar meest radiovriendelijke single, de dansbare top-10-nummers terugbracht, nadat Thinking of You hier niet in slaagde. Ze vonden dat deze vierde single van haar met platina bekroonde album plezier uitstraalde terwijl zij zich overgeeft aan de stad der zonden. Het plezier begint al aan het begin, wanneer de gokmachines te horen zijn. Het gaat verder met de hypnotiserende gitaareffecten die een beeld van snelle auto's oproepen, een krachtig drumspel dat de basis legt en Perry's aanstekelijke stem.

### Commercieel
Het nummer debuteerde op de 107ste positie in de Britse UK Singles Chart na haar optreden in Saturday Night Takeaway en steeg uiteindelijk door naar de nummer negentien. Het nummer debuteerde in de Amerikaanse Billboard Hot 100 op de 65ste positie, haar hoogste debuut in de lijst. Na haar optreden in American Idol, bloeide het op naar de tiende positie en steeg de week erop opnieuw een plaatje op.
In de Nederlandse Top 40 debuteerde het nummer op de 29ste positie en steeg door naar nummer vijftien. Na twee weken van zakken, leefde het nummer weer op en piekte uiteindelijk op de twaalfde positie, waarmee het haar op drie naar beste single is in Nederland.

## Hitnotering
| "Waking Up in Vegas" in de Nederlandse Top 40 - binnen: 6 juni 2009 | "Waking Up in Vegas" in de Nederlandse Top 40 - binnen: 6 juni 2009 | "Waking Up in Vegas" in de Nederlandse Top 40 - binnen: 6 juni 2009 | "Waking Up in Vegas" in de Nederlandse Top 40 - binnen: 6 juni 2009 | "Waking Up in Vegas" in de Nederlandse Top 40 - binnen: 6 juni 2009 | "Waking Up in Vegas" in de Nederlandse Top 40 - binnen: 6 juni 2009 | "Waking Up in Vegas" in de Nederlandse Top 40 - binnen: 6 juni 2009 | "Waking Up in Vegas" in de Nederlandse Top 40 - binnen: 6 juni 2009 | "Waking Up in Vegas" in de Nederlandse Top 40 - binnen: 6 juni 2009 | "Waking Up in Vegas" in de Nederlandse Top 40 - binnen: 6 juni 2009 | "Waking Up in Vegas" in de Nederlandse Top 40 - binnen: 6 juni 2009 | "Waking Up in Vegas" in de Nederlandse Top 40 - binnen: 6 juni 2009 |
| Week                                                                | 1                                                                   | 2                                                                   | 3                                                                   | 4                                                                   | 5                                                                   | 6                                                                   | 7                                                                   | 8                                                                   | 9                                                                   | 10                                                                  |                                                                     |
| ------------------------------------------------------------------- | ------------------------------------------------------------------- | ------------------------------------------------------------------- | ------------------------------------------------------------------- | ------------------------------------------------------------------- | ------------------------------------------------------------------- | ------------------------------------------------------------------- | ------------------------------------------------------------------- | ------------------------------------------------------------------- | ------------------------------------------------------------------- | ------------------------------------------------------------------- | ------------------------------------------------------------------- |
| Nummer                                                              | 29                                                                  | 17                                                                  | 15                                                                  | 16                                                                  | 19                                                                  | 18                                                                  | 12                                                                  | 16                                                                  | 28                                                                  | 38                                                                  | uit                                                                 |

## Tracklist

### Promo-cd
1. "Waking Up in Vegas" (Radio Edit) — 03:22
2. "Waking Up in Vegas" (Radio Edit Instrumental) — 03:22